# أورسولا فلمنج
أورسولا فلمنج (بالإنجليزية: Ursula Fleming)‏ هي عالمة نفس بريطانية، ولدت في 1930 في ليفربول في المملكة المتحدة، وتوفيت في 1992 في لندن في المملكة المتحدة بسبب ابيضاض الدم.

## وصلات خارجية
- الموقع الرسمي